# 黃珍吾
黃珍吾（1902年11月16日—1969年10月5日），字靜山，廣東文昌人，南洋華僑，中华民国政治人物、中华民国陆军将领。

## 生平
黃珍吾早年回國參加國民革命，畢業於中華民國陸軍軍官學校第1期步兵科、圓山軍官訓練團高級班第2期，歷任中國青年軍第208師師長、國民革命軍第31軍副軍長、憲兵司令部司令、首都警察廳廳長、福州綏靖公署副主任、臺北衛戍司令部司令、中華民國總統府中將參軍等職務。他曾任三民主義青年團幹事、第六屆中國國民黨中央執行委員，亦曾與宋子文等人籌備私立海南大學建校事宜。黃於臺北衛戍司令部司令任內發生劉自然事件，因而遭撤職。
1962年退役後，黃珍吾出任中華民國總統府國策顧問、光復大陸設計研究委員會委員，以及第八、九屆中國國民黨中央評議委員。1969年10月5日病逝。